# Ballyclare
Ballyclare (em irlandês: Bealach Cláir, isto é, caminho ou passagem do plano) é uma pequena cidade no Vale Six Mile, Condado de Antrim, Irlanda do Norte. Possuía uma população de 8 770 habitantes no censo britânico de 2001.